# Sinfonía lírica
La Sinfonía lírica, op. 18 es una obra musical para solistas soprano y barítono y gran orquesta, compuesta entre 1922 y 1923 por el compositor austriaco Alexander von Zemlinsky. Es su obra más conocida. Se estrenó en Praga el 4 de junio de 1924.

## Historia
El título original en alemán es: Lyrische Symphonie in sieben Gesängen nach Gedichten von Rabindranath Tagore für Orchester, eine Sopran- und eine Baritonstimme (Sinfonía lírica en siete canciones basadas en poemas de Rabindranath Tagore, para orquesta, una soprano y un barítono).
Comenzó a escribirse en abril de 1922. En una carta a sus editores del 19 de septiembre de 1922, Zemlinsky describió la obra en curso como:
"...algo en la línea de Das Lied von der Erde [1909]".
La orquestación se completó en los lagos alpinos de Altaussee en agosto de 1923.
Se trata de una suite sinfónica y vocal en siete partes, para barítono y soprano alternativamente, cada una de las cuales comienza con un episodio orquestal que introduce una canción (un lied) basada en textos que proceden de El jardinero, de Rabindranath Tagore, en traducción alemana de Hans Effenberger. Cada lied está unido al anterior por un interludio orquestal.
La partitura, postromántica, es también una obra del siglo XX. Expresionista, sigue siendo tonal, lo que permite compararla con otras músicas de Europa Central (Austria-Hungría), de épocas inmediatamente anteriores, como los ciclos de lieder de Gustav Mahler (en particular, Das Lied von der Erde (Canción de la Tierra), o, más directamente relacionado con Zemlinsky, Noche transfigurada, poema sinfónico para conjunto instrumental de Arnold Schönberg (primera versión en 1899) e incluso El castillo de Barbazul, ópera de cámara para soprano y bajo de Béla Bartók (1911).
Alban Berg se inspiró en ella para su Suite lyrique (1926).

## Estructura
La obra consta de siete movimientos conectados, cantados alternativamente, sin interrupción, por los dos solistas:
- I. Ich bin friedlos (Langsam. Grave) (Estoy intranquilo) (Lento. Grave)
- II. Mutter, der junge Prinz (Lebhaft) (Madre, el joven príncipe) (Vivo)
- III. Du bist die Abendwolke (Adagio) (Eres la nube vespertina)
- IV. Sprich zu mir, Geliebter (Langsam) (Háblame, amado) (Lento)
- V. Befrei mich von den Banden (Feurig und kraftvoll) (¡Libérame de las ataduras) (Con ímpetu y enérgico)
- VI. Vollende denn das letzte Lied (Sehr mäßige. Andante) (Acaba la última canción) (Muy mesurado. Andante)
- VII. Friede, mein Herz (Molto adagio [äußerst langsam und seelenvoll]) (Paz, corazón mío) (Molto adagio [muy lento y con sentimiento]